# Europese kampioenschappen zwemmen 2002
Berlijn was gastheer van de 26ste editie van de Europese kampioenschappen zwemmen langebaan (50 meter). Het toernooi, georganiseerd door de Europese zwembond LEN, werd gehouden in het Berlin Eurosportpark-zwemcomplex, en duurde van maandag 29 juli tot en met zondag 4 augustus 2002. Aan de competitie deden in totaal 786 zwemmers mee, afkomstig uit 38 landen.

## Uitslagen

### 50 meter vrije slag
| Mannen | Mannen                    | Mannen | Mannen |
| #      | Naam                      | Land   | Tijd   |
| ------ | ------------------------- | ------ | ------ |
| Goud   | Bartosz Kizierowski       | POL    | 22,18  |
| Zilver | Lorenzo Vismara           | ITA    | 22,26  |
| Brons  | Oleksandr Volynets        | UKR    | 22,31  |
| 4      | Pieter van den Hoogenband | NED    | 22,34  |
| 5      | Alexander Popov           | RUS    | 22,35  |
| 6      | Stefan Nystrand           | SWE    | 22,67  |
| 7      | Michele Scarica           | ITA    | 22,78  |
| 8      | Peter Mankoč              | SLO    | 22,96  |

| Vrouwen | Vrouwen                | Vrouwen | Vrouwen |
| #       | Naam                   | Land    | Tijd    |
| ------- | ---------------------- | ------- | ------- |
| Goud    | Therese Alshammar      | SWE     | 24,84   |
| Zilver  | Martina Moravcová      | SVK     | 25,09   |
| Brons   | Aleksandra Herasimenia | BLR     | 25,24   |
| 4       | Katrin Meißner         | GER     | 25,34   |
| 5       | Wilma van Hofwegen     | NED     | 25,53   |
| 6       | Agata Korc             | POL     | 25,54   |
| 7       | Chantal Groot          | NED     | 25,59   |
| 8       | Olga Mukomol           | UKR     | 25,61   |

### 100 meter vrije slag
| Mannen | Mannen                    | Mannen | Mannen |
| #      | Naam                      | Land   | Tijd   |
| ------ | ------------------------- | ------ | ------ |
| Goud   | Pieter van den Hoogenband | NED    | 47,86  |
| Zilver | Alexander Popov           | RUS    | 48,94  |
| Brons  | Duje Draganja             | CRO    | 49,31  |
| 4      | Romain Barnier            | FRA    | 49,32  |
| 5      | Lars Frölander            | SWE    | 49,34  |
| 6      | Attila Zubor              | HUN    | 49,79  |
| 7      | Torsten Spanneberg        | GER    | 50,07  |
| 8      | Karel Novy                | SUI    | 50,18  |

| Vrouwen | Vrouwen                 | Vrouwen | Vrouwen |
| #       | Naam                    | Land    | Tijd    |
| ------- | ----------------------- | ------- | ------- |
| Goud    | Franziska van Almsick   | GER     | 54,39   |
| Zilver  | Martina Moravcová       | SVK     | 54,61   |
| Brons   | Alena Popchanka         | BLR     | 54,62   |
| 4       | Petra Dallmann          | GER     | 54,66   |
| 5       | Aliaksandra Herasimenia | BLR     | 55,04   |
| 6       | Therese Alshammar       | SWE     | 55,41   |
| 7       | Johanna Sjöberg         | SWE     | 55,42   |
| 8       | Olga Mukomol            | UKR     | 55,67   |

### 200 meter vrije slag
| Mannen | Mannen                    | Mannen | Mannen     |
| #      | Naam                      | Land   | Tijd       |
| ------ | ------------------------- | ------ | ---------- |
| Goud   | Pieter van den Hoogenband | NED    | ER 1.44,89 |
| Zilver | Emiliano Brembilla        | ITA    | 1.46,94    |
| Brons  | Massimiliano Rosolino     | ITA    | 1.47,98    |
| 4      | Kvetoslav Svoboda         | CZE    | 1.48,36    |
| 5      | Romain Barnier            | FRA    | 1.48,82    |
| 6      | Olaf Wildeboer            | ESP    | 1.49,24    |
| 7      | Athanasios Oikonomou      | GRE    | 1.49,41    |
| 8      | Stefan Herbst             | GER    | 1.49,63    |

| Vrouwen | Vrouwen               | Vrouwen | Vrouwen    |
| #       | Naam                  | Land    | Tijd       |
| ------- | --------------------- | ------- | ---------- |
| Goud    | Franziska van Almsick | GER     | WR 1.56,64 |
| Zilver  | Camelia Potec         | ROU     | 1.57,80    |
| Brons   | Elena Popchanka       | BLR     | 1.57,91    |
| 4       | Solenne Figuès        | FRA     | 1.59,63    |
| 5       | Laura Roca            | ESP     | 2.01,33    |
| 6       | Tatiana Rouba         | ESP     | 2.01,45    |
| 7       | Julie Hjørth-Hansen   | DEN     | 2.01,62    |
| 8       | Manon van Rooijen     | NED     | 2.02,24    |

### 400 meter vrije slag
| Mannen | Mannen                | Mannen | Mannen  |
| #      | Naam                  | Land   | Tijd    |
| ------ | --------------------- | ------ | ------- |
| Goud   | Emiliano Brembilla    | ITA    | 3.45,70 |
| Zilver | Massimiliano Rosolino | ITA    | 3.48,70 |
| Brons  | Dragoș Coman          | ROU    | 3.48,78 |
| 4      | Kvetoslav Svoboda     | CZE    | 3.50,44 |
| 5      | Athanasios Oikonomou  | GRE    | 3.50,53 |
| 6      | Jörg Hoffmann         | GER    | 3.52,30 |
| 7      | Nicolas Rostoucher    | FRA    | 3.53,09 |
| 8      | Heiko Hell            | GER    | 3.54,06 |

| Vrouwen | Vrouwen           | Vrouwen | Vrouwen |
| #       | Naam              | Land    | Tijd    |
| ------- | ----------------- | ------- | ------- |
| Goud    | Jana Klotsjkova   | UKR     | 4.07,10 |
| Zilver  | Eva Risztov       | HUN     | 4.07,24 |
| Brons   | Camelia Potec     | ROU     | 4.09,49 |
| 4       | Simona Paduraru   | ROU     | 4.09,59 |
| 5       | Jana Henke        | GER     | 4.10,21 |
| 6       | Irina Oufimtseva  | RUS     | 4.10,38 |
| 7       | Hannah Stockbauer | GER     | 4.11,62 |
| 8       | Erika Villaecija  | ESP     | 4.13,51 |

### 1500 meter vrije slag
| Mannen | Mannen            | Mannen | Mannen   |
| #      | Naam              | Land   | Tijd     |
| ------ | ----------------- | ------ | -------- |
| Goud   | Joeri Priloekov   | RUS    | 15.03,88 |
| Zilver | Christian Minotti | ITA    | 15.04,16 |
| Brons  | Igor Chervinskiy  | UKR    | 15.07,65 |
| 4      | Dragoș Coman      | ROU    | 15.07,86 |
| 5      | Jörg Hoffmann     | GER    | 15.11,16 |
| 6      | Heiko Hell        | GER    | 15.14,41 |
| 7      | Dzmitry Koptur    | BLR    | 15.30,22 |
| 8      | Shilo Ayalon      | ISR    | 15.30,82 |

### 800 meter vrije slag
| Vrouwen | Vrouwen           | Vrouwen | Vrouwen |
| #       | Naam              | Land    | Tijd    |
| ------- | ----------------- | ------- | ------- |
| Goud    | Jana Henke        | GER     | 8.23,83 |
| Zilver  | Eva Risztov       | HUN     | 8.28,06 |
| Brons   | Hannah Stockbauer | GER     | 8.30,97 |
| 4       | Olga Beresneva    | UKR     | 8.34,29 |
| 5       | Irina Oufimtseva  | RUS     | 8.36,69 |
| 6       | Simona Paduraru   | ROU     | 8.36,70 |
| 7       | Flavia Rigamonti  | SUI     | 8.40,29 |
| 8       | Marion Perrotin   | FRA     | 8.45,56 |

### 50 meter rugslag
| Mannen | Mannen              | Mannen | Mannen |
| #      | Naam                | Land   | Tijd   |
| ------ | ------------------- | ------ | ------ |
| Goud   | Thomas Rupprath     | GER    | 25,05  |
| Zilver | Stev Theloke        | GER    | 25,12  |
| Brons  | Bartosz Kizierowski | POL    | 25,52  |
| 4      | David Ortega        | ESP    | 25,62  |
| 5      | Darius Grigalionis  | LTU    | 25,67  |
| 6      | Arkady Vyatchanin   | RUS    | 25,89  |
| 7      | Peter Horváth       | HUN    | 26,14  |
| 8      | Mariusz Siembida    | POL    | 26,18  |

| Vrouwen | Vrouwen                | Vrouwen | Vrouwen |
| #       | Naam                   | Land    | Tijd    |
| ------- | ---------------------- | ------- | ------- |
| Goud    | Nina Zjivanevskaja     | ESP     | 28,58   |
| Zilver  | Sandra Völker          | GER     | 28,81   |
| Brons   | Aleksandra Herasimenia | BLR     | 28,86   |
| 4       | Louise Önstedt         | DEN     | 29,25   |
| 5       | Janine Pietsch         | GER     | 29,27   |
| 6       | Alessandra Cappa       | ITA     | 29,31   |
| 7       | Irina Amsjennikova     | UKR     | 29,50   |
| 8       | Diana Mocanu           | ROU     | 29,64   |

### 100 meter rugslag
| Mannen | Mannen          | Mannen | Mannen   |
| #      | Naam            | Land   | Tijd     |
| ------ | --------------- | ------ | -------- |
| Goud   | Stev Theloke    | GER    | ER 54,42 |
| Zilver | Markus Rogan    | AUT    | 54,54    |
| Brons  | Pierre Roger    | FRA    | 54,89    |
| 4      | Steffen Driesen | GER    | 54,93    |
| 5      | Peter Horváth   | HUN    | 55,18    |
| 6      | Marko Strahija  | CRO    | 55,36    |
| 7      | Simon Dufour    | FRA    | 55,37    |
| 8      | Gordan Kožulj   | CRO    | 55,38    |

| Vrouwen | Vrouwen             | Vrouwen | Vrouwen |
| #       | Naam                | Land    | Tijd    |
| ------- | ------------------- | ------- | ------- |
| Goud    | Stanislava Komarova | RUS     | 1.01,40 |
| Zilver  | Sandra Völker       | GER     | 1.01,42 |
| Brons   | Antje Buschschulte  | GER     | 1.01,56 |
| 4       | Nina Zjivanevskaja  | ESP     | 1.01,61 |
| 5       | Louise Ornstedt     | DEN     | 1.01,74 |
| 6       | Roxana Maracineanu  | FRA     | 1.02,62 |
| 7       | Alessandra Cappa    | ITA     | 1.03,33 |
| 8       | Irina Amsjennikova  | UKR     | 1.03,45 |

### 200 meter rugslag
| Mannen | Mannen          | Mannen | Mannen  |
| #      | Naam            | Land   | Tijd    |
| ------ | --------------- | ------ | ------- |
| Goud   | Gordan Kožulj   | CRO    | 1.58,70 |
| Zilver | Markus Rogan    | AUT    | 1.58,83 |
| Brons  | Marko Strahija  | CRO    | 1.58,89 |
| 4      | Emanuele Merisi | ITA    | 1.59,17 |
| 5      | Razvan Florea   | ROU    | 1.59,47 |
| 6      | Simon Dufour    | FRA    | 1.59,52 |
| 7      | Jorge Sanchez   | ESP    | 1.59,61 |
| 8      | Blaz Medvesek   | SLO    | 2.01,36 |

| Vrouwen | Vrouwen             | Vrouwen | Vrouwen |
| #       | Naam                | Land    | Tijd    |
| ------- | ------------------- | ------- | ------- |
| Goud    | Stanislava Komarova | RUS     | 2.09,49 |
| Zilver  | Nina Zjivanevskaja  | ESP     | 2.10,27 |
| Brons   | Irina Amsjennikova  | UKR     | 2.11,59 |
| 4       | Louise Ornstedt     | DEN     | 2.11,94 |
| 5       | Diana Mocanu        | ROU     | 2.11,99 |
| 6       | Antje Buschschulte  | GER     | 2.12,09 |
| 7       | Alenka Kejzar       | SLO     | 2.12,43 |
| 8       | Roxana Maracineanu  | FRA     | 2.12,58 |

### 50 meter schoolslag
| Mannen | Mannen            | Mannen | Mannen   |
| #      | Naam              | Land   | Tijd     |
| ------ | ----------------- | ------ | -------- |
| Goud   | Oleg Lisogor      | UKR    | WR 27,18 |
| Zilver | Mihaly Flaskay    | HUN    | 27,51    |
| Brons  | Károly Güttler    | HUN    | 27,85    |
| 4      | Mark Warnecke     | GER    | 27,93    |
| 5      | Jens Kruppa       | GER    | 27,98    |
| 6      | Mladen Tepavcevic | SCG    | 28,10    |
| 7      | Hugues Duboscq    | FRA    | 28,16    |
| 8      | Roman Ivanovski   | RUS    | 28,66    |

| Vrouwen | Vrouwen               | Vrouwen | Vrouwen |
| #       | Naam                  | Land    | Tijd    |
| ------- | --------------------- | ------- | ------- |
| Goud    | Emma Igelström        | SWE     | 31,17   |
| Zilver  | Svetlana Bondarenko   | UKR     | 31,77   |
| Brons   | Elena Bogomazova      | RUS     | 32,10   |
| 4       | Madelon Baans         | NED     | 32,31   |
| 5       | Majken Thorup         | DEN     | 32,39   |
| 6       | Simone Weiler         | GER     | 32,40   |
| 7       | Ekaterina Kormatcheva | RUS     | 32,53   |
| 8       | Carolin Böhm          | GER     | 32,57   |

### 100 meter schoolslag
| Mannen | Mannen          | Mannen | Mannen  |
| #      | Naam            | Land   | Tijd    |
| ------ | --------------- | ------ | ------- |
| Goud   | Oleg Lisogor    | UKR    | 1.00,29 |
| Zilver | Roman Sloednov  | RUS    | 1.00,72 |
| Brons  | Hugues Duboscq  | FRA    | 1.01,04 |
| 4      | Jarno Pihlava   | FIN    | 1.01,27 |
| 5      | Károly Güttler  | HUN    | 1.01,58 |
| 6      | Mihaly Flaskay  | HUN    | 1.01,69 |
| 7      | Roman Ivanovski | RUS    | 1.01,90 |
| 8      | Davide Cassol   | ITA    | 1.02,24 |

| Vrouwen | Vrouwen               | Vrouwen | Vrouwen |
| #       | Naam                  | Land    | Tijd    |
| ------- | --------------------- | ------- | ------- |
| Goud    | Emma Igelström        | SWE     | 1.07,87 |
| Zilver  | Svetlana Bondarenko   | UKR     | 1.09,28 |
| Brons   | Elena Bogomazova      | RUS     | 1.09,53 |
| 4       | Ágnes Kovács          | HUN     | 1.09,63 |
| 5       | Madelon Baans         | NED     | 1.09,67 |
| 6       | Mirna Jukic           | AUT     | 1.09,84 |
| 7       | Ekaterina Kormatcheva | RUS     | 1.09,90 |
| 8       | Simone Weiler         | GER     | 1.09,96 |

### 200 meter schoolslag
| Mannen | Mannen            | Mannen | Mannen  |
| #      | Naam              | Land   | Tijd    |
| ------ | ----------------- | ------ | ------- |
| Goud   | Davide Rummolo    | ITA    | 2.11,37 |
| Zilver | Yohann Bernard    | FRA    | 2.11,77 |
| Brons  | Roman Sloednov    | RUS    | 2.11,82 |
| 4      | Andrei Ivanov     | RUS    | 2.12,66 |
| 5      | Jarno Pihlava     | FIN    | 2.14,47 |
| 6      | Richard Bodor     | HUN    | 2.14,65 |
| 7      | Maxim Podoprigora | AUT    | 2.14,69 |
| 8      | Martin Gustavsson | SWE    | 2.15,18 |

| Vrouwen | Vrouwen          | Vrouwen | Vrouwen |
| #       | Naam             | Land    | Tijd    |
| ------- | ---------------- | ------- | ------- |
| Goud    | Mirna Jukic      | AUT     | 2.25,83 |
| Zilver  | Anne Poleska     | GER     | 2.27,37 |
| Brons   | Emma Igelström   | SWE     | 2.27,61 |
| 4       | Ágnes Kovács     | HUN     | 2.28,16 |
| 5       | Diana Remenyi    | HUN     | 2.28,92 |
| 6       | Sara Farina      | ITA     | 2.30,26 |
| 7       | Chiara Boggiatto | ITA     | 2.30,59 |
| 8       | Belen Domenech   | ESP     | 2.31,93 |

### 50 meter vlinderslag
| Mannen | Mannen          | Mannen | Mannen |
| #      | Naam            | Land   | Tijd   |
| ------ | --------------- | ------ | ------ |
| Goud   | Jere Hård       | FIN    | 23,50  |
| Zilver | Thomas Rupprath | GER    | 23,78  |
| Brons  | Lars Frölander  | SWE    | 23,85  |
| 4      | Ewout Holst     | NED    | 24,10  |
| 5      | Joris Keizer    | NED    | 24,11  |
| 6      | Javier Noriega  | ESP    | 24,23  |
| 7      | Andrij Serdinov | UKR    | 24,24  |
| 8      | Zsolt Gaspar    | HUN    | 24,29  |

| Vrouwen | Vrouwen               | Vrouwen | Vrouwen  |
| #       | Naam                  | Land    | Tijd     |
| ------- | --------------------- | ------- | -------- |
| Goud    | Anna-Karin Kammerling | SWE     | WR 25,57 |
| Zilver  | Daniela Samulski      | GER     | 26,86    |
| Brons   | Chantal Groot         | NED     | 26,91    |
| 4       | Agata Korc            | POL     | 27,04    |
| 5       | Angela San Juan       | ESP     | 27,30    |
| 6       | Vered Borochovski     | ISR     | 27,36    |
| 6       | Fabienne Nadarajah    | AUT     | 27,36    |
| 8       | Karen Egdal           | DEN     | 27,59    |

### 100 meter vlinderslag
| Mannen | Mannen          | Mannen | Mannen |
| #      | Naam            | Land   | Tijd   |
| ------ | --------------- | ------ | ------ |
| Goud   | Thomas Rupprath | GER    | 51,94  |
| Zilver | Andrij Serdinov | UKR    | 52,17  |
| Brons  | Denys Sylantjev | UKR    | 52,36  |
| 4      | Igor Martchenko | RUS    | 52,47  |
| 5      | Lars Frölander  | SWE    | 52,59  |
| 6      | Franck Esposito | FRA    | 52,83  |
| 7      | Joris Keizer    | NED    | 53,11  |
| 8      | Jere Hård       | FIN    | 53,18  |

| Vrouwen | Vrouwen               | Vrouwen | Vrouwen |
| #       | Naam                  | Land    | Tijd    |
| ------- | --------------------- | ------- | ------- |
| Goud    | Martina Moravcová     | SVK     | 57,20   |
| Zilver  | Otylia Jędrzejczak    | POL     | 57,97   |
| Brons   | Anna-Karin Kammerling | SWE     | 58,94   |
| 4       | Johanna Sjöberg       | SWE     | 59,10   |
| 5       | Daniela Samulski      | GER     | 59,56   |
| 6       | Vered Borochovski     | ISR     | 59,82   |
| 7       | Mette Jacobsen        | DEN     | 59,86   |
| 8       | Natalia Soutiaguina   | RUS     | 1.00,08 |

### 200 meter vlinderslag
| Mannen | Mannen            | Mannen | Mannen  |
| #      | Naam              | Land   | Tijd    |
| ------ | ----------------- | ------ | ------- |
| Goud   | Franck Esposito   | FRA    | 1.55,18 |
| Zilver | Denys Sylantjev   | UKR    | 1.55,42 |
| Brons  | Anatoli Poliakov  | RUS    | 1.55,62 |
| 4      | Ioan Gherghel     | ROU    | 1.57,94 |
| 5      | David Kolozair    | HUN    | 1.58,33 |
| 6      | Nikolai Skvortsov | RUS    | 2.00,09 |
| 7      | Christian Galenda | ITA    | 2.00,70 |
| 8      | Lukasz Drzewinski | POL    | 2.00,98 |

| Vrouwen | Vrouwen                | Vrouwen | Vrouwen    |
| #       | Naam                   | Land    | Tijd       |
| ------- | ---------------------- | ------- | ---------- |
| Goud    | Otylia Jędrzejczak     | POL     | WR 2.05,78 |
| Zilver  | Eva Risztov            | HUN     | 2.08,24    |
| Brons   | Annika Mehlhorn        | GER     | 2.09,37    |
| 4       | Mireia Garcia          | ESP     | 2.11,04    |
| 5       | Francesca Segat        | ITA     | 2.12,38    |
| 6       | Roser Vives            | ESP     | 2.12,46    |
| 7       | Sara Oliveira          | POR     | 2.12,56    |
| 8       | Jekaterina Vinogradova | RUS     | 2.13,81    |

### 200 meter wisselslag
| Mannen | Mannen            | Mannen | Mannen  |
| #      | Naam              | Land   | Tijd    |
| ------ | ----------------- | ------ | ------- |
| Goud   | Jani Sievinen     | FIN    | 1.59,30 |
| Zilver | Alessio Boggiatto | ITA    | 1.59,83 |
| Brons  | Markus Rogan      | AUT    | 2.00,50 |
| 4      | Tamas Kerekjarto  | HUN    | 2.00,53 |
| 5      | István Bathazi    | HUN    | 2.00,92 |
| 6      | Christian Keller  | GER    | 2.01,47 |
| 7      | Jens Kruppa       | GER    | 2.01,74 |
| 8      | Peter Mankoč      | SLO    | 2.01,85 |

| Vrouwen | Vrouwen             | Vrouwen | Vrouwen |
| #       | Naam                | Land    | Tijd    |
| ------- | ------------------- | ------- | ------- |
| Goud    | Jana Klotsjkova     | UKR     | 2.11,59 |
| Zilver  | Hanna Scherba       | BLR     | 2.13,04 |
| Brons   | Alenka Kejzar       | SLO     | 2.14,24 |
| 4       | Annika Mehlhorn     | GER     | 2.15,40 |
| 5       | Julie Hjørth-Hansen | DEN     | 2.15,58 |
| 6       | Nicole Hetzer       | GER     | 2.15,99 |
| 7       | Diana Remenyi       | HUN     | 2.16,10 |
| 8       | Mirjana Bosevska    | MKD     | 2.16,80 |

### 400 meter wisselslag
| Mannen | Mannen             | Mannen | Mannen  |
| #      | Naam               | Land   | Tijd    |
| ------ | ------------------ | ------ | ------- |
| Goud   | Alessio Boggiatto  | ITA    | 4.13,19 |
| Zilver | István Bathazi     | HUN    | 4.17,33 |
| Brons  | Nicolas Rostoucher | FRA    | 4.19,19 |
| 4      | Ioannis Kokkodis   | GRE    | 4.20,86 |
| 5      | Michael Halika     | ISR    | 4.21,10 |
| 6      | Batiste Levaillant | FRA    | 4.22,27 |
| 7      | Yves Platel        | SUI    | 4.22,98 |
| 8      | Dmytro Nazarenko   | UKR    | 4.24,03 |

| Vrouwen | Vrouwen          | Vrouwen | Vrouwen |
| #       | Naam             | Land    | Tijd    |
| ------- | ---------------- | ------- | ------- |
| Goud    | Jana Klotsjkova  | UKR     | 4.35,10 |
| Zilver  | Eva Risztov      | HUN     | 4.36,17 |
| Brons   | Nicole Hetzer    | GER     | 4.42,22 |
| 4       | Mirjana Bosevska | MKD     | 4.46,42 |
| 5       | Diana Remenyi    | HUN     | 4.46,63 |
| 6       | Simona Paduraru  | ROU     | 4.46,81 |
| 7       | Sara Nördenstam  | SWE     | 4.49,27 |
| 8       | Federica Biscia  | ITA     | 4.50,69 |

### 4x100 meter vrije slag
| Mannen | Mannen                                                                                      | Mannen | Mannen  |
| #      | Naam                                                                                        | Land   | Tijd    |
| ------ | ------------------------------------------------------------------------------------------- | ------ | ------- |
| Goud   | Lars Conrad 50,23 Stefan Herbst 48,83 Torsten Spanneberg 49,26 Stephan Kunzelmann 49,35     | GER    | 3.17,67 |
| Zilver | Erik La Fleur 50,63 Stefan Nystrand 48,86 Lars Frölander 48,62 Mattias Ohlin 49,64          | SWE    | 3.17,75 |
| Brons  | Lorenzo Vismara 49,45 Christian Galenda 49,48 Michele Scarica 49,82 Simone Cercato 49,45    | ITA    | 3.18,20 |
| 4      | Ewout Holst 51,59 Gijs Damen 49,93 Klaas-Erik Zwering 49,70 Pieter van den Hoogenband 47,12 | NED    | 3.18,34 |
| 5      | Duje Draganja 50,43 Lovrenco Franicevic 50,58 Igor Cerensek 50,91 Ivan Mladina 50,14        | CRO    | 3.22,06 |
| 6      | Nuno Laurentino 50,37 Luis Monteiro 50,72 Ricardo Coxo 51,16 Pedro Silva 51,37              | POR    | 3.23,62 |
| 7      | Philipp Gilgen 51,75 Karel Novy 49,93 Christoph Bühler 50,92 Lorenz Liechti 51,83           | SUI    | 3.24,43 |
| 8      | Pavlo Illichov 52,43 Sergiy Fesenko 51,43 Oleksandr Volynets 50,38 Dmytro Vereitinov 51,36  | UKR    | 3.25,60 |

| Vrouwen | Vrouwen                                                                                          | Vrouwen | Vrouwen    |
| #       | Naam                                                                                             | Land    | Tijd       |
| ------- | ------------------------------------------------------------------------------------------------ | ------- | ---------- |
| Goud    | Katrin Meißner 54,82 Petra Dallmann 53,95 Sandra Völker 53,59 Franziska van Almsick 53,64        | GER     | WR 3.36,00 |
| Zilver  | Josefin Lillhage 55,75 Johanna Sjöberg 55,57 Anna-Karin Kammerling 54,81 Therese Alshammar 54,53 | SWE     | 3.40,66    |
| Brons   | Manon van Rooijen 55,83 Marleen Veldhuis 55,21 Chantal Groot 55,90 Wilma van Hofwegen 55,04      | NED     | 3.41,98    |
| 4       | Hanna Shcherba 55,68 Anna Kapatchenia 58,46 Aleksandra Herasimenia 54,39 Alena Popchanka 53,63   | BLR     | 3.42,16    |
| 5       | Nery Mantey Niangkouara 56,19 Eleni Kosti 56,71 Zampia Melachroinou 56,49 Zoi Dimoschaki 56,77   | GRE     | 3.46,16    |
| 6       | Tine Bossuyt 57,49 Nina Van Koeckhoven 56,78 Bieke Vandenabeele 56,47 Fabienne Dufour 56,57      | BEL     | 3.47,31    |
| 7       | Nicole Zahnd 57,31 Dominique Diezi 56,44 Hanna Miluska 56,57 Marjorie Sagne 57,07                | SUI     | 3.47,39    |
|         | Sara Parise Lara Consolandi Cristina Chiuso Cecilia Vianini                                      | ITA     | DSQ        |

### 4x200 meter vrije slag
| Mannen | Mannen | Mannen | Mannen  |
| #      | Naam | Land   | Tijd    |
| ------ | --- | ------ | ------- |
| Goud   | Matteo Pelliciani 1.48,39 Emiliano Brembilla 1.47,73 Federico Cappellazzo 1.48,44 Massimiliano Rosolino 1.47,62 | ITA    | 7.12,18 |
| Zilver | Moritz Zimmer 1.51,25 Stefan Pohl 1.49,17 Lars Conrad 1.49,01 Stefan Herbst 1.48,16                             | GER    | 7.17,59 |
| Brons  | Athanasios Oikonomou 1.49,50 Nikolaos Xylouris 1.49,82 Ioannis Kokkodis 1.49,73 Spyridon Gianniotis 1.51,62     | GRE    | 7.20,67 |
| 4      | Dragos Coman 1.50,85 Cezar Badita 1.51,85 Ioan Gherghel 1.51,14 Nicolae Ivan 1.50,85                            | ROU    | 7.24,69 |
| 5      | Luis Monteiro 1.52,07 Nuno Laurentino 1.51,42 Ricardo Coxo 1.52,55 Ivo Carneiro 1.51,64                         | POR    | 7.27,68 |
| 6      | Igor Snitko 1.52,15 Maksym Kokosha 1.53,55 Dmytro Vereitinov 1.53,93 Sergiy Fesenko 1.53,26                     | UKR    | 7.32,89 |
| 7      | Stephen Manley 1.53,96 Neil Cameron 1.56,67 William Carey 2.02,69 Donald O'Neill 1.55,97                        | IRL    | 7.49,29 |

| Vrouwen | Vrouwen                                                                                               | Vrouwen | Vrouwen |
| #       | Naam                                                                                                  | Land    | Tijd    |
| ------- | --- | ------- | ------- |
| Goud    | Petra Dallmann 2.00,39 Alessa Ries 2.00,70 Hannah Stockbauer 2.00,18 Franziska van Almsick 1.57,90    | GER     | 7.59,07 |
| Zilver  | Laura Roca 2.01,47 Melissa Caballero 2.01,88 Erika Villaecija 2.01,85 Tatiana Rouba 2.00,63           | ESP     | 8.05,83 |
| Brons   | Josefin Lillhage 2.01,67 Johanna Sjöberg 2.01,61 Lisa Wanberg 2.02,96 Ida Mattsson 2.02,22            | SWE     | 8.08,46 |
| 4       | Nicole Zahnd 2.03,15 Hanna Miluska 2.01,61 Chantal Strasser 2.01,98 Flavia Rigamonti 2.03,33          | SUI     | 8.10,07 |
| 5       | Marleen Veldhuis 2.04,03 Celina Lemmen 2.04,13 Manon van Rooijen 2.00,60 Haike van Stralen 2.02,22    | NED     | 8.10,98 |
| 6       | Julie Hjørth-Hansen 2.03,16 Eva Zachariassen 2.02,40 Tina Gretlund 2.03,23 Sophia Skou 2.04,54        | DEN     | 8.13,33 |
| 7       | Zoi Dimoschaki 2.02,99 Zampia Melachroinou 2.04,57 Evangelia Tsagka 2.05,39 Marianna Lymperta 2.03,85 | GRE     | 8.16,80 |
|         | Sara Parise Sara Goffi Luisa Striani Cecilia Vianini                                                  | ITA     | DSQ     |

### 4x100 meter wisselslag
| Mannen | Mannen                                                                                       | Mannen | Mannen  |
| #      | Naam                                                                                         | Land   | Tijd    |
| ------ | -------------------------------------------------------------------------------------------- | ------ | ------- |
| Goud   | Jevgueni Alechine 56,50 Roman Sloednov 1.00,04 Igor Martchenko 51,82 Alexander Popov 47,85   | RUS    | 3.36,21 |
| Zilver | Pierre Roger 55,15 Hugues Duboscq 1.00,26 Franck Esposito 52,32 Romain Barnier 48,82         | FRA    | 3.36,55 |
| Brons  | Stev Theloke 55,01 Jens Kruppa 1.01,36 Thomas Rupprath 51,74 Stefan Herbst 48,94             | GER    | 3.37,05 |
| 4      | Volodymyr Nikolaychuk 56,39 Oleg Lisogor 1.00,04 Andrij Serdinov 51,13 Denys Sylantjev 49,55 | UKR    | 3.37,11 |
| 5      | Peter Horváth 55,45 Károly Güttler 1.00,39 Zsolt Gaspar 52,53 Attila Zubor 48,85             | HUN    | 3.37,22 |
| 6      | Jens Petersson 57,47 Martin Gustavsson 1.01,17 Lars Frölander 52,12 Stefan Nystrand 49,15    | SWE    | 3.39,91 |
| 7      | Jani Sievinen 56,22 Jarno Pihlava 1.00,47 Jere Hård 52,33 Tero Raty 52,40                    | FIN    | 3.41,42 |
| 8      | Gordan Kožulj 55,74 Vanja Rogulj 1.02,36 Lovrenco Franicevic 54,39 Duje Draganja 49,65       | CRO    | 3.42,14 |

| Vrouwen | Vrouwen                                                                                              | Vrouwen | Vrouwen    |
| #       | Naam                                                                                                 | Land    | Tijd       |
| ------- | --- | ------- | ---------- |
| Goud    | Antje Buschschulte 1.01,38 Simone Weiler 1.08,65 Franziska van Almsick 57,48 Sandra Völker 54,03     | GER     | ER 4.01,54 |
| Zilver  | Therese Alshammar 1.04,33 Emma Igelström 1.08,16 Anna-Karin Kammerling 58,80 Johanna Sjöberg 54,86   | SWE     | 4.06,15    |
| Brons   | Irinia Amshennikova 1.02,34 Svetlana Bondarenko 1.08,91 Jana Klotsjkova 59,59 Olga Mukomol 55,38     | UKR     | 4.06,22    |
| 4       | Stanislava Komarova 1.01,87 Elena Bogomazova 1.09,86 Natalia Soutiaguina 59,73 Lioubov Ioudina 56,26 | RUS     | 4.07,72    |
| 5       | Nina Zjivanevskaja 1.01,05 Belen Domenech 1.10,70 Angela San Juan 1.00,56 Laura Roca Laura 56,07     | ESP     | 4.08,38    |
| 6       | Alessandra Cappa 1.03,62 Sara Farina 1.09,85 Francesca Segat 1.00,97 Cecilia Vianini 55,94           | ITA     | 4.10,38    |
| 7       | Hinkelien Schreuder 1.05,27 Madelon Baans 1.09,62 Chantal Groot 1.00,64 Wilma van Hofwegen 55,03     | NED     | 4.10,56    |
| 8       | Louise Ornstedt 1.02,71 Majken Thorup 1.10,43 Sophia Skou 1.01,21 Julie Hjørt−Hansen 56,87           | DEN     | 4.11,22    |

## Medaillespiegel
| Plaats | Land        | Goud | Zilver | Brons | Totaal |
| 1      | Duitsland   | 10   | 7      | 6     | 23     |
| 2      | Oekraïne    | 5    | 5      | 4     | 14     |
| 3      | Italië      | 4    | 5      | 3     | 12     |
| 4      | Zweden      | 4    | 4      | 3     | 11     |
| 5      | Rusland     | 4    | 2      | 4     | 10     |
| 6      | Polen       | 2    | 1      | 1     | 4      |
| 7      | Nederland   | 2    | 0      | 2     | 4      |
| 8      | Finland     | 2    | 0      | 0     | 2      |
| 9      | Frankrijk   | 1    | 2      | 3     | 6      |
| 10     | Oostenrijk  | 1    | 2      | 1     | 4      |
| 11     | Slowakije   | 1    | 2      | 0     | 3      |
| 12     | Kroatië     | 1    | 0      | 2     | 3      |
| 13     | Spanje      | 1    | 0      | 0     | 1      |
| 14     | Hongarije   | 0    | 6      | 1     | 7      |
| 15     | Wit-Rusland | 0    | 1      | 4     | 5      |
| 16     | Roemenië    | 0    | 1      | 2     | 3      |
| 17     | Griekenland | 0    | 0      | 1     | 1      |
| 17     | Slovenië    | 0    | 0      | 1     | 1      |
| Totaal | Totaal      | 38   | 38     | 38    | 114    |